# Scheibbs
Scheibbs é um município da Áustria localizado no distrito de Scheibbs, no estado de Baixa Áustria.

## Geografia
Scheibbs ocupa uma área de 45,82 km². 47,96 por centos da superfície são arborizados.

## População
| Ano  | Habitantes |
| ---- | ---------- |
| 1661 | 496        |
| 1838 | 1008       |
| 1869 | 3076       |
| 1880 | 3259       |
| 1890 | 3489       |
| 1900 | 3776       |
| 1910 | 4061       |
| 1923 | 3703       |

| Ano  | Habitantes |
| ---- | ---------- |
| 1934 | 3720       |
| 1939 | 3615       |
| 1951 | 4047       |
| 1961 | 4101       |
| 1971 | 4445       |
| 1981 | 4515       |
| 1991 | 4389       |
| 2001 | 4331       |

## Política
A maioria dos habitantes da cidade elegem os cristão-sociais. Os burgomestres são do Partido Popular Austríaco. Atualmente, o burgomestre chama-se Johann Schragl (ÖVP).

### Conselho Municipial
- ÖVP 14
- SPÖ 7
- Grüne 3
- FPÖ 1